# 菊地慶一
菊地 慶一（きくち けいいち、1932年 - 2025年1月15日）は、北海道旭川市出身の著作家。

## 来歴
1945年、13歳のときに釧路空襲を体験する。網走管内で小学校、高等学校教師を務めた後、著作家に転身した。
網走に1969年から住み、流氷の観察を続ける流氷観測の第一人者であり、また1973年に、流氷出版物として最初とされた『白いオホーツク―流氷の海の記録』を刊行する。以来、流氷をテーマに書籍に著す。さらに、網走歴史の会代表として、網走刑務所、オホーツク文化、捕鯨など調査、研究に努め、著作にもなる。
また、空襲関係の著書に「紅の海ー網走空襲犠牲者の記録」「ハマナスのかげでー北海道空襲の記録」「網走空襲の記録」がある。
ほか、児童文学、流氷地方史などの著書がある。網走市文化賞、網走新聞文化賞、林白言文学賞、北海道新聞文化賞などを受賞した。小学校の国語教科書に『流氷の世界』が掲載されている。
日本児童文学者協会会員で、網走歴史の会代表である。
2024年12月に札幌市内の自宅で倒れて、入院。翌2025年1月15日に、敗血症により満92歳で死去した。

## 著作
- 『白いオホーツク』、創映出版、1973
- 『ニッポン聞き書き選書1 街にクジラがいた風景 オホーツクの捕鯨文化と庶民のくらし』、寿郎社、2004
- 『北海道空襲』北海道新聞社　1995

その他多数